# Schloss Hohengebraching

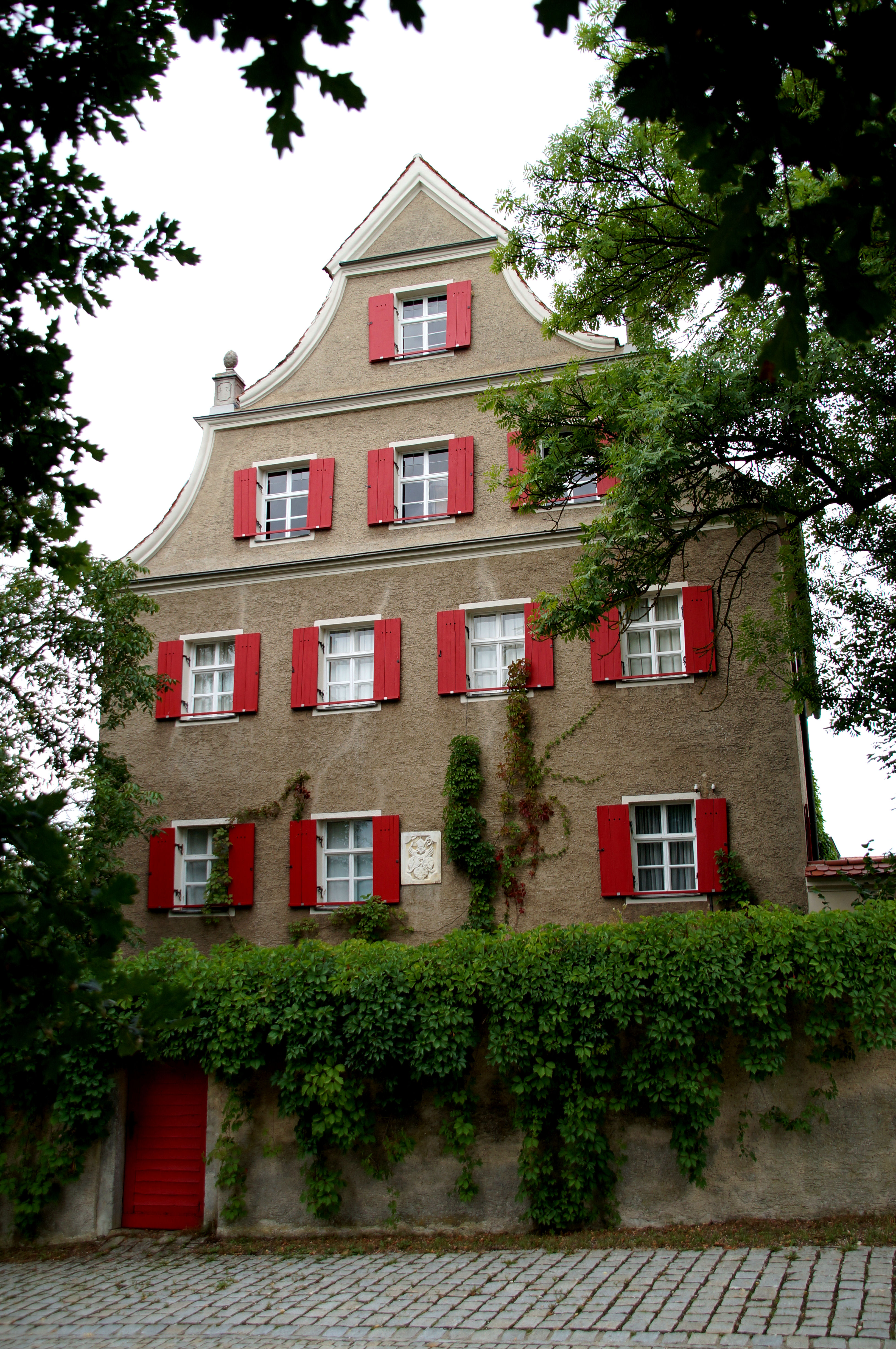
Neues Schloss in Hohengebraching

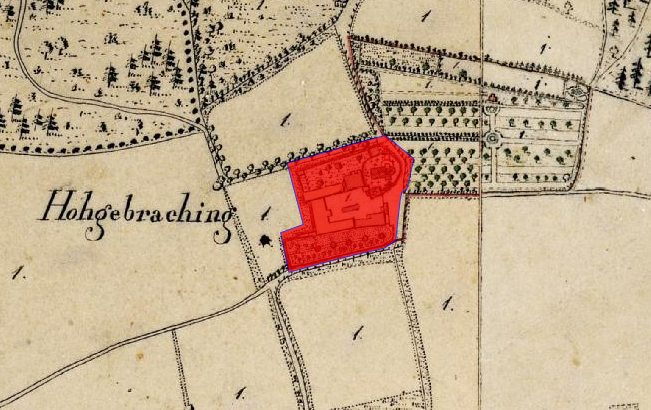
Lageplan von Schloss Hohengebraching auf dem Urkataster von Bayern

Das Schloss Hohengebraching ist ein denkmalgeschütztes Gebäude am Kirchplatz 4–8 bzw. Schloßstraße 4–6 im Gemeindeteil Hohengebraching in der Gemeinde Pentling im Landkreis Regensburg (Bayern). Die Anlage ist unter der Aktennummer D-3-75-180-8 als Baudenkmal verzeichnet. „Archäologische Befunde des Mittelalters und der frühen Neuzeit im Bereich des Schlosses und der Kath. Pfarrkirche Mariä Himmelfahrt in Hohengebraching, darunter die Spuren von Vorgängerbauten bzw. älterer Bauphasen“ werden zudem als Bodendenkmal unter der Aktennummer D-3-7038-0478 geführt.

## Geschichte
1570 verkauft Herzog Albrecht von Bayern an Abt Blasius Baumgartner vom Kloster St. Emmeram sein Gut Hohengebraching. Dieser machte daraus ein Schlösschen als Erholungsaufenthalt für sich und seine Klosterbrüder. Die Anlage wurde 1573 von den Äbten von St. Emmeran in Regensburg erbaut. Heute ist noch neben der Jahreszahl 1573 folgende Inschrifttafel vorhanden:

„ARNOLPHI CLAUSTRO DVM REGNAT BLASIUS ABBAS FRATRIBUS HAEC DOMUS EST AEDIFICATA SVIS ANNA SALVTIS MDLXXIIII“

Am 1. September 1574 erfolgte durch Herzog Albrecht die Freiung des Schlosses. 
1727 erfolgt durch Fürstabt Anselm Godin de Tampezo ein Erweiterungsbau nach Osten, der als Sommerresidenz für die Äbte gedacht war. Nach der Säkularisation wurde das Anwesen am 1. April 1803 von Abt Steiglehner gepachtet. Am 12. Dezember 1811 kündigte Steiglehner den Pachtvertrag mit dem Staat Bayern. Das Schloss war vorher von den Franzosen in den Koalitionskriegen ausgeplündert und der Abt seiner Münzsammlung und seines Weinvorrates beraubt worden. 1812 wurde das Anwesen von Johann Georg Hammerschmid, Kaufmann aus Regensburg, ersteigert. Nach zehn Jahren verkaufte er es an den Bortenwirker Johann Georg Cram. Drei Jahre später verstarb dieser, und der Besitz kam an den Gütermakler Gustav Wilhelm Henle. 1828 verkaufte dieser das Schloss an die Katholische Kirchenstiftung. 1843 erwarb der Tafernwirt Franz Xaver Mundigl aus Mariaort das Ökonomiegut. Dieser errichtete eine Brauerei und eine Waldschenke (1923 abgerissen). 1872 verkaufte Mundigl seinen gesamten Besitz an den Fürsten von Thurn und Taxis. 1948 erfolgte ein Enteignungsbescheid über den landwirtschaftlichen Anteil und das Fürstenhaus wurde entschädigt. Später kam das Schloss an den Unternehmer Hermann Zitzelsberger. Der Neubau eines Pfarr- und Jugendheims anstelle des alten Mesnerhauses unmittelbar in der Nähe des Schlosses wurde aus Denkmalschutzgründen gestoppt.

## Gebäude
Das Schloss besteht aus einem „Alten Schloss“ mit ehemaliger Gaststätte und einem „Neuen Schloss“. An das zweigeschossige und traufständige „Alte Schloss“ von 1834 schließt sich ein rechtwinkliger eingeschossiger und giebelständiger Querflügel mit Walmdach und Kelleranlagen an. Die ehem. Brauerei ist ein zweigeschossiger Flachsatteldachbau mit segmentbogigen Öffnungen und Klinkergliederung von um 1880. An der Hofmauer befindet sich eine Gedenktafel von 1814. Das dreigeschossige „Neue Schloss“ mit Satteldach, Giebelfront und Wappentafel datiert von 1727, mit älteren Bauteilen von 1573 und 1670, und besitzt einen dreigeschossigen Anbau (Hs. Nr. 8) mit Satteldach und Treppenhaus unter dem Schleppdach, der im Kern aus dem 15./17. Jh. stammt. Das Hoftor mit Einfahrt, Fußgängerpforte und Wappentafel ist von 1574. Der Stadel mit Tenne und Satteldach stammt wohl aus dem 16./17. Jahrhundert. Die Schlossmauer mit Pfeilern und Pyramidenaufsätzen ist aus dem 18. Jahrhundert. 